# 蘭尼·基迪拉
蘭尼·基迪拉（德語：Rani Khedira；1994年1月27日—），德國職業足球員，司職中場，現效力於德甲球會柏林聯。他是德國著名中場萨米·赫迪拉的胞弟。